# Duke Keats
Gordon Blanchard "Duke" Keats, född 21 mars 1895 i Montreal, död 16 januari 1972 i Victoria, British Columbia, var en kanadensisk professionell ishockeyspelare.

## Karriär
Duke Keats spelade för Toronto Blueshirts i National Hockey Association åren 1915–1917 och gjorde 37 mål på lika många matcher för klubben. Från 1919 till 1926 representerade han Edmonton Eskimos i Big-4 League, Western Canada Hockey League och Western Hockey League. Därefter spelade Keats i National Hockey League åren 1926–1929 för Boston Bruins, Detroit Cougars och Chicago Black Hawks. NHL-säsongen 1926–27 tränade han även Detroit Cougars under 11 matcher.
Från säsongen 1928–29 till och med säsongen 1930–31 spelade Keats för Tulsa Oilers i American Hockey Association. Han avslutade proffskarriären med två säsonger i Edmonton Eskimos i Western Canada Hockey League och North West Hockey League.
1958 valdes Duke Keats in i Hockey Hall of Fame.

## Spelstil
Keats var både en skicklig målgöre och framspelare. Han var dessutom en storvuxen spelare för sin era och skyggade inte tillbaka från fysiskt spel, vilket resulterade i ett flertal säsonger med ett högt antal utvisningsminuter. Säsongen 1927–28 stängdes han av från spel i tre veckor sedan han svingat sin klubba mot en häcklande åskådare under en match mellan Detroit Cougars och Chicago Black Hawks.
| ”                                                     | Keats var långsam på skridskorna men han var fantastisk med klubban och så stor och stark att man inte kunde komma åt pucken. Han höll i den tills hans yttrar var i position och därefter placerade han den rakt på bladet på en av deras klubbor. | „ |
| – Dick Irvin om Duke Keats förmåga som spelfördelare. | |   |

## Statistik
AHA = American Hockey Association, NWHL = North West Hockey League
| 1912–13           | Cobalt Mines        | CoMHL             | 9   | 6   | 0  | 6   | 18  | — | — | — | — | —  |
| 1913–14           | Cobalt Mines        | CoMHL             | 8   | 8   | 0  | 8   | 8   | — | — | — | — | —  |
| 1913–14           | North Bay Trappers  | NOHA              | 3   | 2   | 0  | 2   | 18  | 4 | 6 | 0 | 6 | —  |
| 1915–16           | Toronto Blueshirts  | NHA               | 24  | 22  | 7  | 29  | 112 | — | — | — | — | —  |
| 1916–17           | Toronto Blueshirts  | NHA               | 13  | 15  | 3  | 18  | 54  | — | — | — | — | —  |
| 1919–20           | Edmonton Eskimos    | Big-4 League      | 12  | 18  | 14 | 32  | 41  | 2 | 2 | 2 | 4 | 2  |
| 1920–21           | Edmonton Eskimos    | Big-4 League      | 15  | 23  | 6  | 29  | 36  | — | — | — | — | —  |
| 1921–22           | Edmonton Eskimos    | WCHL              | 25  | 31  | 24 | 55  | 47  | 2 | 0 | 1 | 1 | 6  |
| 1922–23           | Edmonton Eskimos    | WCHL              | 25  | 24  | 13 | 37  | 72  | 2 | 2 | 2 | 4 | 0  |
|                   | Edmonton Eskimos    | Stanley Cup       | —   | —   | —  | —   | —   | 2 | 0 | 0 | 0 | 4  |
| 1923–24           | Edmonton Eskimos    | WCHL              | 29  | 19  | 12 | 31  | 41  | — | — | — | — | —  |
| 1924–25           | Edmonton Eskimos    | WCHL              | 28  | 23  | 9  | 32  | 63  | — | — | — | — | —  |
| 1925–26           | Edmonton Eskimos    | WHL               | 30  | 20  | 9  | 29  | 134 | 2 | 0 | 0 | 0 | 28 |
| 1926–27           | Boston Bruins       | NHL               | 17  | 4   | 7  | 11  | 20  | — | — | — | — | —  |
|                   | Detroit Cougars     | NHL               | 25  | 12  | 1  | 13  | 32  | — | — | — | — | —  |
| 1927–28           | Detroit Cougars     | NHL               | 5   | 0   | 2  | 2   | 6   | — | — | — | — | —  |
|                   | Chicago Black Hawks | NHL               | 32  | 14  | 8  | 22  | 55  | — | — | — | — | —  |
| 1928–29           | Chicago Black Hawks | NHL               | 3   | 0   | 1  | 1   | 0   | — | — | — | — | —  |
| 1928–29           | Tulsa Oilers        | AHA               | 39  | 22  | 11 | 33  | 18  | 4 | 0 | 1 | 1 | 10 |
| 1929–30           | Tulsa Oilers        | AHA               | 3   | 2   | 2  | 4   | 2   | — | — | — | — | —  |
| 1930–31           | Tulsa Oilers        | AHA               | 43  | 14  | 10 | 24  | 44  | 4 | 0 | 1 | 1 | 6  |
| 1932–33           | Edmonton Eskimos    | WCHL              | 25  | 8   | 7  | 15  | 146 | 8 | 1 | 4 | 5 | 0  |
| 1933–34           | Edmonton Eskimos    | NWHL              | 25  | 8   | 6  | 14  | 8   | 2 | 0 | 0 | 0 | 2  |
| NHA totalt        | NHA totalt          | NHA totalt        | 37  | 37  | 10 | 47  | 166 | 0 | 0 | 0 | 0 | 0  |
| WCHL + WHL totalt | WCHL + WHL totalt   | WCHL + WHL totalt | 137 | 117 | 67 | 184 | 357 | 6 | 2 | 3 | 5 | 34 |
| NHL totalt        | NHL totalt          | NHL totalt        | 82  | 30  | 19 | 49  | 113 | 0 | 0 | 0 | 0 | 0  |